# Hélio dos Anjos
Hélio César Pinto dos Anjos, meglio noto come Hélio dos Anjos (Janaúba, 7 marzo 1958), è un allenatore di calcio ed ex calciatore brasiliano, di ruolo portiere, tecnico del Náutico.

## Carriera

### Club
Ha giocato come portiere per Cruzeiro (debuttandovi a tredici anni), Flamengo, América-MG e Joinville.

### Allenatore
Iniziò con il Joinville, per poi allenare squadre di rilievo come Grêmio, Vasco, Atlético-PR e Sport; ha legato particolarmente la sua carriera al Goiás, riportandolo in Série A dopo la retrocessione avvenuta nel Campeonato Brasileiro Série A 1998. Ha allenato anche la Nazionale di calcio dell'Arabia Saudita nel 2007, sostituendo il connazionale Marcos Paquetá. Dal 2008 al 2010 è al Goias, club che aveva già allenato nel 1999-2000 e nel 2001-2002. Poi è all'Al-Nasr di Dubai, dove viene poi sostituito da Walter Zenga a dicembre. Per breve tempo è al Vila Nova in sostituzione di Givanildo Oliveira ma viene sostituito da Zago e così nel 2011 passa allo Sport Recife.

## Palmarès

### Calciatore
- Campionato Carioca: 2

Flamengo: 1978, 1979
- Campionato Catarinense: 2

Joinville: 1981, 1982

### Allenatore
- Campionato Pernambucano: 4

Sport: 1996, 1997, 2003
Náutico: 2021
- Campionato Goiano: 4

Goiás: 1999, 2000, 2009, 2018
- Campionato brasiliano di seconda divisione: 1

Goiás: 1999
- Copa Centro-Oeste: 1

Goiás: 2000
- Campionato Paraense: 2

Paysandu: 2020, 2024
- Campeonato Paulista Série A2: 1

Ponte Preta: 2023
- Copa Verde: 1

Paysandu: 2024